# Хурмен
Хурмен (монг.: Хүрмэн) — сомон аймаку Умнеговь, Монголія. Площа 12,4 тис. км², населення 2,3 тис. чол. Центр сомону селище Цоохор лежить за 614 км від Улан-Батора, за 61 км від міста Даланзадгад.

## Рельєф
Гори Зуунсайхан (2815 м), Аргалант (2099 м), Улзийт, Бага Агалант, Іх Ереен, Халан ус, Баруун цохіо, Дарцагт, Хашаат, Хухморьт, Іх уул (1380 м). Більшу частину території займають долини Далай, Жаннин, Хадан ус, Бухтий, Сууж. Є багато солоних озер.

## Клімат
Клімат різко континентальний. Щорічні опади 50-170 мм, середня температура січня −12-16°С, середня температура липня +20-26°С.

## Природа
Багатий на лікувальні трави, ягоди, гриби. Водяться вовки, лисиці, дикі степові кішки, козулі, зайці, аргалі, дикі кози, тарбагани.

## Корисні копалини
Свинець, вугілля, залізні руди, дорогоцінне каміння, хімічна та будівельна сировина.

## Соціальна сфера
Є школа, лікарня, сфера обслуговування.